# Gina-Maria Adenauer
Gina-Maria Adenauer (* 16. August 1985 in Hamm) ist eine ehemalige deutsche Automobilrennfahrerin.

## Karriere
Adenauer begann ihre Motorsportkarriere im Kartsport. Im Jahre 2001 wechselte sie in den Formelsport und wurde 15. in der Formel König, 2002 schloss sie die Fahrerwertung auf dem 19. Platz ab. 2003 fuhr Adenauer in der deutschen Formel Volkswagen, in der sie den zwölften Gesamtrang belegte. Darüber hinaus nahm sie am Speed Women Cup, einer deutschen Rennserie, die nur für Rennfahrerinnen konzipiert war, teil.
Adenauer wechselte 2004 in den deutschen Formel-3-Cup, in dem sie für das Team Seyffarth Motorsport an den Start ging. Wegen Budgetproblemen bestritt sie nicht die komplette Saison. Sie schloss die Saison auf dem 23. Gesamtrang ab. Im Jahre 2005 debütierte sie im Tourenwagensport, in dem sie bei vier Rennen im Toyota Yaris Cup an den Start ging.
In der Formel-3-Euroserie-Saison 2006 trat Adenauer, wieder für Seyffarth Motorsport, in zwei Rennen der Formel-3-Euroserie an, in der sie für die Trophywertung punkteberechtigt war. Sie gewann ihr Debütrennen und beendete die Saison auf dem den fünften Platz dieser Wertung. Außerdem startete sie 2006 zu zwei Rennen im deutschen Seat Leon Supercopa für Konrad Motorsport. Seit dem Ende der Saison 2006 hat Adenauer an keiner Rennveranstaltung mehr teilgenommen.

## Statistik

### Karrierestationen
| - bis 2001: Kartsport - 2001: Formel König (Platz 15) - 2002: Formel König (Platz 19) | - 2003: Deutsche Formel Volkswagen (Platz 12) - 2003: Speed Women Cup (Platz 14) - 2004: Deutsche Formel 3 (Platz 23) | - 2005: Toyota Yaris Cup (Platz 31) - 2006: Formel-3-Euroserie, Trophy (Platz 5) - 2006: Deutscher Seat Leon Supercopa |